# Merve Kült
Merve Kült è un film del 2023 diretto da Cemal Alpan.

## Trama
Per salvare la sua famiglia e se stessa dallo sfratto, Merve comincia un nuovo lavoro dove viene coinvolta in un intrigo bollente con il suo capo.

## Distribuzione
Il film è stato distribuito sulla piattaforma Netflix a partire dal 9 giugno 2023.